# Pilot Rock
Pilot Rock es una ciudad ubicada en el condado de Umatilla en el estado estadounidense de Oregón. En el año 2000 tenía una población de 1,532 habitantes y una densidad poblacional de 758 personas por km².

## Geografía
Pilot Rock se encuentra ubicada en las coordenadas 45°29′0″N 118°49′51″O / 45.48333, -118.83083.

## Demografía
Según la Oficina del Censo en 2000 los ingresos medios por hogar en la localidad eran de $34,766, y los ingresos medios por familia eran $40,134. Los hombres tenían unos ingresos medios de $31,364 frente a los $19,792 para las mujeres. La renta per cápita para la localidad era de $15,666. Alrededor del 9% de la población estaban por debajo del umbral de pobreza.